# Tour de Colombie 2008
Le Tour de Colombie 2008, qui se déroule du 10 au 25 mai 2008, est une épreuve cycliste remportée par le Colombien Giovanni Báez. Cette course est composée d'un prologue et de quatorze étapes. Hernán Buenahora termine, initialement deuxième, mais le résultat est néanmoins annulé pour contrôle antidopage positif (éphédrine).

## Présentation

### Équipes participantes
| Dossards | Équipes                                     | Principaux engagés |
| 1-8      | Rock Racing                                 | Santiago Botero, Tyler Hamilton, Óscar Sevilla, Víctor Hugo Peña, Sergio Hernández                                                              |
| 11-20    | UNE                                         | Mauricio Ortega, Juan Carlos López, Giovanni Báez, Daniel Rincón, Jhon Freddy García, Wilson Cepeda, Óscar Álvarez, Julián Rodas, John Martínez |
| 21-30    | Lotería de Boyacá                           | José Castelblanco, Hernán Buenahora, Iván Casas, Jairo Pérez, Graciano Fonseca (en), Santiago Ojeda                                             |
| 31-40    | Colombia es Pasión - Coldeportes - Alpina   | Iván Parra, Edwin Parra, Robinson Chalapud, Rafael Montiel, Wilson Zambrano, Andrés Miguel Díaz, Wilson Marentes                                |
| 41-50    | Indeportes Antioquia - IDEA - FLA           | Hernán Darío Muñoz, Alex Cano, Alex Atapuma, Edwin Orozco (en), Juan Pablo Suárez                                                               |
| 51-60    | EBSA - Coordinadora                         | Álvaro Sierra, Víctor Niño, Camilo Gómez, Víctor Becerra                                                                                        |
| 61-70    | GW Shimano - EPM                            | Juan Diego Ramírez, Alejandro Ramírez, Francisco Colorado, Carlos Ospina, Juan Alejandro García, Weimar Roldán, Stiber Ortiz                    |
| 71-80    | Orgullo Santuariano                         | Marvin Correa, Argiro Zapata (es), William Muñoz (es)                                                                                           |
| 81-90    | Gobernación del Zulia - Alcaldía de Cabimas | Manuel Medina, Noel Vásquez, Franklin Chacón |
| 91-100   | Boyacá es Para Vivirla - Lecheboy           | Giovanny López, Edgar Fonseca, Jefferson Vargas, Giovanni Barriga, Gustavo González                                                             |
| 101-110  | Postal Express                              | Fabian Rincón, Leonel Jiménez |
| 111-120  | Lotería del Táchira                         | César Salazar, Rodolfo Camacho, Óscar Luna, Artur García                                                                                        |
| 121-130  | Blanco del Valle - Frutidelicias            | Heberth Gutiérrez, Fabio Montenegro, Diego Calderón, Remberto Jaramillo, Albeiro Sánchez, Álvaro Montoya                                        |
| 131-140  | Iglesia Adventista del Séptimo Día          | Miguel Ángel Díaz, José Ibáñez (en) |
| 141-149  | Gobernación Nariño - Santander - Alkosto    | Alexander Rojas, Carlos Villamizar |
| 151-160  | IDRD - Bogotá Positiva                      | Camilo Torres, Aldemar Herrera |
| 161-167  | Multirepuestos Bosa - Jeans Zawer           | Alexis Rojas (en), Juan Pablo Wilches (de) |

## Les étapes
| Étape     | Date   | Villes étapes                                               |                             | Distance (km) | Vainqueur d’étape  | Leader du classement général |
| --------- | ------ | ----------------------------------------------------------- | --------------------------- | ------------- | ------------------ | ---------------------------- |
| Prologue  | 10 mai | Barrancabermeja - Barrancabermeja                           | Contre-la-montre individuel | 8,4           | Santiago Botero    | Santiago Botero              |
| 1re étape | 11 mai | Barrancabermeja - Lizama - Lebrija - Girón - Bucaramanga    | Étape de moyenne montagne   | 146,9         | Artur García       | Carlos Ospina                |
| 2e étape  | 12 mai | Piedecuesta - San Gil - Socorro                             | Étape de montagne           | 136,4         | Jhon Freddy García | Carlos Ospina                |
| 3e étape  | 13 mai | Socorro - Arcabuco - Tunja                                  | Étape de montagne           | 169,5         | Santiago Ojeda     | Carlos Ospina                |
| 4e étape  | 14 mai | Tunja - Chía - Cota - La Vega                               | Étape de moyenne montagne   | 192           | Jefferson Vargas   | Wilson Cepeda                |
| 5e étape  | 15 mai | San Francisco de Sales - Villeta - Honda - La Dorada        | Étape de moyenne montagne   | 135           | Edgar Fonseca      | Wilson Cepeda                |
| 6e étape  | 16 mai | Doradal - El Santuario                                      | Étape de montagne           | 115,3         | Rafael Montiel     | Wilson Cepeda                |
| 7e étape  | 17 mai | Rionegro - Circuit Llanogrande - La Ceja - La Unión         | Étape de plaine             | 163,6         | Víctor Hugo Peña   | Wilson Cepeda                |
| 8e étape  | 18 mai | Medellín - Alto de Santa Elena (es)                         |                             | 31            | Hernán Buenahora   | Giovanni Báez                |
| Repos     | 19 mai | -                                                           |                             | -             | -                  | -                            |
| 9e étape  | 20 mai | Puente Iglesias - La Felisa - Irra - La Manuela - Manizales | Étape de montagne           | 135           | Óscar Sevilla      | Giovanni Báez                |
| 10e étape | 21 mai | Manizales - Alto de Letras - Mariquita                      | Étape de montagne           | 125           | Diego Calderón     | Giovanni Báez                |
| 11e étape | 22 mai | Mariquita - Ibagué - Cajamarca - Alto de la Línea           | Étape de montagne           | 176,8         | Hernán Buenahora   | Giovanni Báez                |
| 12e étape | 23 mai | Quimbaya - Armenia - Montenegro - Armenia - Pereira         | Étape de moyenne montagne   | 158,2         | Wilson Marentes    | Giovanni Báez                |
| 13e étape | 24 mai | Cartago - La Paila - Tuluá - Buga - Palmira - Cali          | Étape de plaine             | 190,4         | César Salazar      | Giovanni Báez                |
| 14e étape | 25 mai | Circuit dans Cali                                           | Étape de plaine             | 100           | Artur García       | Giovanni Báez                |

## Récit de la course

### 10 mai: prologue
Victoire du tenant du titre Santiago Botero qui par là même prend la tête du classement général.
Classement de l'étape
|       | Coureur           | Pays     | Équipe                           |    | Temps      |
| ----- | ----------------- | -------- | -------------------------------- | -- | ---------- |
| 1     | Santiago Botero   | Colombie | Rock Racing                      | en | 9 min 53 s |
| 2     | Víctor Hugo Peña  | Colombie | Rock Racing                      | à  | 7 s        |
| 3     | Óscar Sevilla     | Espagne  | Rock Racing                      |    | 14 s       |
| ...10 | Hernán Buenahora  | Colombie | Lotería de Boyacá                | à  | 22 s       |
| ...12 | Mauricio Ortega   | Colombie | UNE                              | à  | 24 s       |
| ...16 | Víctor Niño       | Colombie | EBSA - Coordinadora              | à  | 31 s       |
| ...18 | Giovanni Báez     | Colombie | UNE                              | à  | 33 s       |
| ...45 | Alejandro Ramírez | Colombie | GW Shimano - EPM                 | à  | 45 s       |
| ...49 | Diego Calderón    | Colombie | Blanco del Valle - Frutidelicias |    | m.t.       |

Barrancabermeja, dans le département de Santander, reçoit pour la première fois le Tour de Colombie sous une chaleur accablante (plus de 35 degrés). Sur une distance de 8,4 kilomètres, le prologue se déroule sur l'avenue du chemin de fer (avenida del ferrocarril) avec départ et arrivée place de la mairie (plazoleta de la Alcaldía). L'étape est plate si ce n'est un léger raidillon à mi-parcours. À 13 heures locales, le gouverneur de Santander Horacio Serpa libère John Martínez, premier concurrent à s'élancer,,.
La formation américaine Rock Racing justifie son surnom des "Galactiques" ou du "Monstre vert", en dominant l'exercice chronométré. En effet quatre hommes de cette équipe terminent aux quatre premières places du classement du jour. Santiago Botero domine ses compagnons d'écurie. En réalisant le parcours en 9 min 53 s, Botero est le seul à descendre sous les dix minutes. Il devance son compatriote Víctor Hugo Peña de sept secondes et ses coéquipiers Óscar Sevilla et Tyler Hamilton de quatorze secondes. Les autres leaders de formations rivales terminent comme José Castelblanco à quinze secondes, Hernán Buenahora à vingt-deux ou Mauricio Ortega à vingt-quatre. Le jeune Juan Pablo Suárez étonne en obtenant la septième place de l'étape. Peña devance de six secondes Botero au temps intermédiaire au sommet de la montée placé à mi-chemin. Les spectateurs attendent le dernier concurrent à s'élancer pour voir les dix minutes réalisés par Víctor Hugo Peña, battues. Botero, emmenant un braquet de 55x11 et deux roues lenticulaires, déçoit l'espoir d'Horacio Serpa et des Santandereanos de voir un "compatriote" (Peña) l'emporter. Alors que ce dernier proclamait sa victoire avant le départ,,,.
Botero déclare que le parcours l'a avantagé mais qu'il ne se sent pas en conditions idéales pour disputer les premières places au classement général. Il poursuit qu'il verra au jour le jour mais se dit néanmoins satisfait de son prologue. Le premier étranger au classement provisoire, Sevilla, du fait de ses talents de grimpeur, devient un candidat crédible au titre (bien qu'il s'en défende, déclarant être venu pour être le gregario de Botero).

### 11 mai: première étape
Artur García remporte la première étape quant à son compagnon d'échappée Carlos Ospina, il s'empare du maillot de leader.
|       | Coureur           | Pays      | Équipe                           |    | Temps         |
| ----- | ----------------- | --------- | -------------------------------- | -- | ------------- |
| 1     | Artur García      | Venezuela | Lotería del Táchira              | en | 4 h 0 min 9 s |
| 2     | Rafael Montiel    | Colombie  | Colombia es Pasión - Coldeportes |    | m.t.          |
| 3     | Óscar Álvarez     | Colombie  | UNE                              | à  | 4 s           |
| 4     | Carlos Ospina     | Colombie  | GW Shimano - EPM                 |    | m.t.          |
| ...12 | Víctor Niño       | Colombie  | EBSA - Coordinadora              | à  | 59 s          |
| 13    | Alejandro Ramírez | Colombie  | GW Shimano - EPM                 |    | m.t.          |
| 14    | Mauricio Ortega   | Colombie  | UNE                              |    | m.t.          |
| 15    | Hernán Buenahora  | Colombie  | Lotería de Boyacá                |    | m.t.          |
| ...19 | Diego Calderón    | Colombie  | Blanco del Valle - Frutidelicias |    | m.t.          |
| ...25 | Giovanni Báez     | Colombie  | UNE                              | à  | 1 min 8 s     |

|       | Coureur           | Pays      | Équipe                           |    | Temps           |
| ----- | ----------------- | --------- | -------------------------------- | -- | --------------- |
| 1     | Carlos Ospina     | Colombie  | GW Shimano - EPM                 | en | 4 h 10 min 27 s |
| 2     | Artur García      | Venezuela | Lotería del Táchira              | à  | 7 s             |
| 3     | Óscar Álvarez     | Colombie  | UNE                              | à  | 10 s            |
| ...10 | Hernán Buenahora  | Colombie  | Lotería de Boyacá                | à  | 56 s            |
| 11    | Mauricio Ortega   | Colombie  | UNE                              | à  | 58 s            |
| ...13 | Víctor Niño       | Colombie  | EBSA - Coordinadora              | à  | 1 min 5 s       |
| ...20 | Giovanni Báez     | Colombie  | UNE                              | à  | 1 min 16 s      |
| ...23 | Alejandro Ramírez | Colombie  | GW Shimano - EPM                 | à  | 1 min 19 s      |
| 24    | Diego Calderón    | Colombie  | Blanco del Valle - Frutidelicias |    | m.t.            |

Le parcours se déroule entièrement dans le département de Santander et mène les concurrents de Barrancabermeja à la capitale départementale Bucaramanga. Il développe 146 kilomètres et est ponctué de trois étapes volantes et de trois grands prix de la montagne (deux de troisième catégorie et un de deuxième). Les coureurs affrontent les premières difficultés montagneuses dans les environs de Socorro.
L'étape, disputée en plein soleil, commence par un circuit, de cinq kilomètres à accomplir cinq fois, dans les rues de Barrancabermeja. Le Santandereano Carlos Villamizar le parcourt en tête et remporte le sprint spécial "Pilsen" avec plus de deux minutes d'avance sur le peloton. Trente minutes plus tard, il augmente son avantage à près de quatre minutes. Cependant Villamizar est rejoint peu avant la première étape volante, km 61. Juan Alejandro García la remporte et en profite pour s'échapper en compagnie d'une douzaine de coureurs. Vingt kilomètres plus loin, au deuxième sprint bonification, l'échappée, comptant maintenant vingt membres, a plus de cinq minutes d'avance sur le peloton. Les formations Colombia es Pasión et Lotería de Boyacá sont en nombre dans la fugue. Avec Leonel Jiménez, Artur García s'isole de ses dix-huit compagnons de fugue. Il passe en tête à la troisième étape volante et prend le commandement de ce classement annexe. Le reste des échappés est à plus de deux minutes, le peloton est à 7 min 40 s. Puis Jiménez passe en premier au col de deuxième catégorie. Dans un peloton où Santiago Botero souffre à l'arrière, l'équipe Lotería de Boyacá imprime le rythme à l'avant et réduit l'écart à 5 min 45 s. Dans la descente vertigineuse vers Bucaramanga, García part seul et laisse sur place Jiménez. Derrière eux, cinq hommes de la fugue initiale tente de faire la jonction. La fin d'étape se termine en ascension. Jiménez est repris et distancé. Le peloton se rapproche mais Artur García dispute la victoire d'étape seulement aux cinq poursuivants,. Ainsi Rafael Montiel fait la jonction à trois kilomètres de l'arrivée. Le Vénézuélien, malgré ses nombreux kilomètres passés à l'avant de la course, réussit toutefois à contenir Montiel lors de l'emballage final pour s'imposer. Ayant également rejoints García,, Óscar Álvarez, troisième et Carlos Ospina, quatrième sont à quatre secondes. Ce dernier, grâce à un meilleur prologue, prend la tête de la compétition, sept secondes devant Artur García et dix devant Óscar Álvarez. Dans l'ascension finale, le peloton se scinde. Des hommes comme José Castelblanco, Hernán Buenahora, Mauricio Ortega ou Óscar Sevilla terminent à 59 s, tandis que Santiago Botero finit vingt-neuf secondes plus tard et Tyler Hamilton (qui a chuté moins d'une demi-heure avant l'arrivée) échoue à 2 min 18 s d'Artur García.
Malgré la contre-performance de son coéquipier Santiago Botero, dépossédé de son maillot rouge de leader de la compétition, Óscar Sevilla semble confirmer son statut de favoris,.

### 12 mai: deuxième étape
Jhon Freddy García remporte l'étape du jour tandis que Carlos Ospina conserve la tête du général.
|       | Coureur            | Pays      | Équipe                                      |    | Temps           |
| ----- | ------------------ | --------- | ------------------------------------------- | -- | --------------- |
| 1     | Jhon Freddy García | Colombie  | UNE                                         | en | 3 h 37 min 10 s |
| 2     | Óscar Sevilla      | Espagne   | Rock Racing                                 |    | m.t.            |
| 3     | Franklin Chacón    | Venezuela | Gobernación del Zulia - Alcaldía de Cabimas |    | m.t.            |
| ...6  | Carlos Ospina      | Colombie  | GW Shimano - EPM                            |    | m.t.            |
| ...12 | Víctor Niño        | Colombie  | EBSA - Coordinadora                         |    | m.t.            |
| ...14 | Hernán Buenahora   | Colombie  | Lotería de Boyacá                           |    | m.t.            |
| ...26 | Mauricio Ortega    | Colombie  | UNE                                         |    | m.t.            |
| ...33 | Alejandro Ramírez  | Colombie  | GW Shimano - EPM                            |    | m.t.            |
| 34    | Giovanni Báez      | Colombie  | UNE                                         |    | m.t.            |
| ...46 | Diego Calderón     | Colombie  | Blanco del Valle - Frutidelicias            | à  | 34 s            |

|       | Coureur           | Pays     | Équipe                           |    | Temps           |
| ----- | ----------------- | -------- | -------------------------------- | -- | --------------- |
| 1     | Carlos Ospina     | Colombie | GW Shimano - EPM                 | en | 7 h 47 min 37 s |
| 2     | Óscar Álvarez     | Colombie | UNE                              | à  | 10 s            |
| 3     | Rafael Montiel    | Colombie | Colombia es Pasión - Coldeportes | à  | 23 s            |
| ...9  | Hernán Buenahora  | Colombie | Lotería de Boyacá                | à  | 56 s            |
| 10    | Mauricio Ortega   | Colombie | UNE                              | à  | 58 s            |
| 11    | Víctor Niño       | Colombie | EBSA - Coordinadora              | à  | 1 min 5 s       |
| ...18 | Giovanni Báez     | Colombie | UNE                              | à  | 1 min 16 s      |
| ...20 | Alejandro Ramírez | Colombie | GW Shimano - EPM                 | à  | 1 min 19 s      |
| ...31 | Diego Calderón    | Colombie | Blanco del Valle - Frutidelicias | à  | 1 min 53 s      |

Partant de Piedecuesta, municipalité voisine de Bucaramanga, l'étape, longue de 136 kilomètres, emprunte la route nationale 45 A (es). Comme les deux jours précédents, elle se déroule entièrement dans le département de Santander. Trois cols sont au programme dont un de première catégorie, l'Alto de Chiflas à 52 kilomètres de l'arrivée, jugée à Socorro.
La journée commence par cinq tours à effectuer dans Piedecuesta, où Artur García s'impose dans la première étape volante du jour et conforte sa place dans ce classement annexe. En trois temps s'unissent un quintet d'échappés. Ils ne sont plus que trois lors du passage au sommet du premier col du jour. Wilson Zambrano y passe en tête. Santiago Botero a perdu le contact avec le groupe principal et passe avec un retard de 2 min 10 s. Le peloton est compact au passage de la deuxième étape volante qui voit Artur García s'imposer de nouveau. Botero est à plus de trois minutes. Le Vénézuélien Rodolfo Camacho s'échappe en début d'ascension de l'Alto de Chiflas. Il est rejoint puis dépassé par Fabio Montenegro qui passe en solitaire au sommet. Ce qui lui permet de prendre la tête du trophée des grimpeurs. Montenegro est absorbé par le peloton aux environs de San Gil, où tout indique une arrivée massive à Socorro. Cependant, plusieurs favoris secouent le peloton en accélérant brutalement son rythme. C'est d'abord Mauricio Ortega qui contre une attaque de Camilo Torres et tente de s'échapper. Puis c'est au tour d'Óscar Sevilla de s'y mettre. Sous ces accélérations, le peloton se fractionne et c'est seulement un groupe de trente-sept coureurs qui se dispute la victoire. Sevilla lance le sprint de loin,, seul Jhon Freddy García réussit à le remonter pour remporter ainsi sa septième victoire d'étape dans son Tour national. Carlos Ospina, sixième du sprint, conserve son maillot de leader. Mais l'information principal du jour est l'abandon de Santiago Botero.
En effet à la surprise générale des "non-initiés",, le grand favori et vainqueur du prologue, Santiago Botero met pied à terre avant l'ascension du premier col de première catégorie de la compétition, se disant en condition trop précaire pour être en mesure de rivaliser avec les meilleurs dans la compétition. Lors de sa victoire dans le prologue, il avait prévenu de l'éventualité de son retrait. En surpoids, et s'étant fixé comme objectif de jouer les premiers rôles aux Jeux olympiques, Botero n'a plus que trois mois pour redevenir compétitif. S'user physiquement et mentalement dans le gruppetto ne lui semble pas judicieux. Considéré comme la vitrine du cyclisme colombien, ayant ramené la télévision et des sponsors dans le cyclisme colombien, le seul a de nouveau attiré la foule sur les étapes, son abandon est regretté,. Le Vénézuélien Manuel Medina, leader transitoire de l'épreuve l'année précédente, renonce également ce même jour tandis que l'Américain Tyler Hamilton lâche plus de dix-huit minutes lors de l'étape.

### 13 mai: troisième étape
Menant à bien une longue échappée, Santiago Ojeda s'impose. Carlos Ospina est toujours premier au classement général.
|   | Coureur                 | Pays     | Équipe                                    |    | Temps           |
| - | ----------------------- | -------- | ----------------------------------------- | -- | --------------- |
| 1 | Santiago Ojeda          | Colombie | Lotería de Boyacá                         | en | 4 h 39 min 17 s |
| 2 | Juan Pablo Wilches (de) | Colombie | Multirepuestos Bosa - Jeans Zawer         | à  | 3 min 31 s      |
| 3 | Edwin Parra             | Colombie | Colombia es Pasión - Coldeportes - Alpina | à  | 3 min 42 s      |
| 4 | Carlos Ospina           | Colombie | GW Shimano - EPM                          | à  | 3 min 43 s      |

|       | Coureur           | Pays     | Équipe                           |    | Temps            |
| ----- | ----------------- | -------- | -------------------------------- | -- | ---------------- |
| 1     | Carlos Ospina     | Colombie | GW Shimano - EPM                 | en | 12 h 30 min 37 s |
| 2     | Santiago Ojeda    | Colombie | Lotería de Boyacá                | à  | 4 s              |
| 3     | Óscar Álvarez     | Colombie | UNE                              | à  | 10 s             |
| ...10 | Hernán Buenahora  | Colombie | Lotería de Boyacá                | à  | 56 s             |
| 11    | Mauricio Ortega   | Colombie | UNE                              | à  | 58 s             |
| 12    | Víctor Niño       | Colombie | EBSA - Coordinadora              | à  | 1 min 5 s        |
| ...19 | Giovanni Báez     | Colombie | UNE                              | à  | 1 min 16 s       |
| ...21 | Alejandro Ramírez | Colombie | GW Shimano - EPM                 | à  | 1 min 19 s       |
| ...31 | Diego Calderón    | Colombie | Blanco del Valle - Frutidelicias | à  | 1 min 53 s       |

Un temps, l'étape qui devait relier Socorro à Tunja, en passant par Arcabuco, ne devait pas rejoindre la capitale du département de Boyacá. En effet le maire, Arturo Montejo, engagé dans une campagne contre la consommation d'alcool dans sa ville, refusa que le sponsor principal de la Vuelta a Colombia, les bières "Pilsen" puissent faire leurs opérations de promotion à l'occasion de l'arrivée dans Tunja de la caravane du Tour. Liés par contrat à la brasserie Bavaria (impliquant ces opérations sur les lieux d'arrivée), les organisateurs décident de réduire l'étape et de situer l'arrivée au parc principal d'Arcabuco, faisant passer le parcours de 169,5 kilomètres à 132,9 kilomètres,. Devant cet état de fait, le gouverneur du département, José Rozo Millán, menace de retirer les équipes Lotería de Boyacá, EBSA - Coordinadora et Boyacá es Para Vivirla - Lecheboy de la compétition. Cela lui est possible car le gouvernement de Boyacá, quelques mairies, l'entreprise du secteur de l'énergie (EBSA) ou la loterie (Lotería de Boyacá) départementales sont les sponsors principaux de ces trois formations. Si les trente coureurs ne prenaient pas le départ, cela affecterait la compétition, sachant que des hommes à l'instar de José Castelblanco, Hernán Buenahora ou Iván Casas sont cités comme prétendants au titre. Cette menace a pour effet de rétablir le parcours initial de l'étape, avec trois cols répertoriés dont l'Alto del Sote, classé en première catégorie.
La course quitte le département de Santander pour arriver dans celui de Boyacá, ce qui donne un surcroît de motivation aux coureurs boyacenses. Ainsi Giovanni Barriga est le premier à se mettre en évidence. Il passe en tête au passage du col de troisième catégorie (km 14,3), le suit Fabio Montenegro, occupé à défendre sa position au trophée des grimpeurs. Le peloton se regroupe et au passage de la première étape volante, Artur García dispose de la concurrence (confortant sa place dans ce classement annexe). Après quelques tentatives infructueuses, c'est un autre boyacense, José Ibáñez (en) qui trouve l'ouverture. À Barbosa, il a jusqu'à 4 min 2 s d'avance mais perd du terrain dès les premiers lacets du col de deuxième catégorie, l'Alto de la Cumbre. Juan Pablo Wilches (de) et Santiago Ojeda faussent compagnie au peloton et entament une chasse vigoureuse alors qu'à peine une cinquantaine de coureurs reste au sein du groupe principal. Ibáñez est débordé et Wilches souffre devant le rythme imposé par Ojeda. Au sommet, ce dernier passe devant Juan Pablo à dix-huit secondes et Montenegro à 2 min 17 s. Les favoris passent avec un retard estimé à 2 min 50 s. Santiago Ojeda, lui aussi boyacense, n'attend personne et plonge sur Arcabuco, puis entame l'ascension de l'Alto del Sote, sous les acclamations de ses "compatriotes". Son avance est telle qu'il devient virtuel leader de la compétition. Au sommet, il a 3 min 18 s d'avance sur Wilches et 5 min 52 s sur le peloton, où les GW Shimano - EPM ont augmenté le rythme dans l'intention de sauvegarder le maillot rouge. La plaza de Bolívar (es) de Tunja est noire de monde pour accueillir Santiago Ojeda. À 3 min 30 s arrive Juan Pablo Wilches qui réussit à conserver un avantage minime sur les meilleurs pour s'offrir la deuxième place de l'étape. Douze secondes plus tard survient Edwin Parra. Carlos Ospina se classe quatrième à 3 min 43 s, terminant en tête d'un groupe d'environ soixante-dix hommes. Ospina réussit à garder la tunique rouge de leader du classement général. Ojeda, natif de Paipa, malgré un bond de cinquante-deux places au classement général, échoue à quatre secondes.

### 14 mai: quatrième étape
Après une longue échappée, Jefferson Vargas remporte l'étape et Wilson Cepeda s'empare de la tête du classement général.
|       | Coureur           | Pays     | Équipe                             |    | Temps          |
| ----- | ----------------- | -------- | ---------------------------------- | -- | -------------- |
| 1     | Jefferson Vargas  | Colombie | Boyacá es Para Vivirla - Lecheboy  | en | 4 h 20 min 2 s |
| 2     | Wilson Cepeda     | Colombie | UNE                                |    | m.t.           |
| 3     | Miguel Ángel Díaz | Colombie | Iglesia Adventista del Séptimo Día | à  | 2 s            |
| ...6  | Giovanni Báez     | Colombie | UNE                                | à  | 2 min 18 s     |
| ...10 | Alejandro Ramírez | Colombie | GW Shimano - EPM                   | à  | 2 min 29 s     |
| ...22 | Hernán Buenahora  | Colombie | Lotería de Boyacá                  | à  | 5 min 33 s     |
| ...32 | Mauricio Ortega   | Colombie | UNE                                |    | m.t.           |
| ...35 | Víctor Niño       | Colombie | EBSA - Coordinadora                |    | m.t.           |
| ...44 | Diego Calderón    | Colombie | Blanco del Valle - Frutidelicias   |    | m.t.           |

|       | Coureur           | Pays     | Équipe                           |    | Temps            |
| ----- | ----------------- | -------- | -------------------------------- | -- | ---------------- |
| 1     | Wilson Cepeda     | Colombie | UNE                              | en | 16 h 52 min 11 s |
| 2     | Iván Casas        | Colombie | Lotería de Boyacá                | à  | 1 min 45 s       |
| 3     | Giovanni Báez     | Colombie | UNE                              | à  | 2 min 2 s        |
| ...5  | Alejandro Ramírez | Colombie | GW Shimano - EPM                 | à  | 2 min 16 s       |
| ...17 | Hernán Buenahora  | Colombie | Lotería de Boyacá                | à  | 4 min 57 s       |
| 18    | Mauricio Ortega   | Colombie | UNE                              | à  | 4 min 59 s       |
| ...20 | Víctor Niño       | Colombie | EBSA - Coordinadora              | à  | 5 min 6 s        |
| ...33 | Diego Calderón    | Colombie | Blanco del Valle - Frutidelicias | à  | 5 min 54 s       |

Les coureurs quittent le département de Boyacá et Tunja pour celui de Cundinamarca et La Vega. Avant la descente vertigineuse sur la municipalité d'arrivée, trois étapes volantes et quatre cols de troisième catégorie sont répertoriés sur le parcours de l'étape la plus longue du Tour (192 kilomètres).
La journée commence dans la bruine et le brouillard. Le début d'étape est animé par le duel entre Juan Pablo Wilches (de) et Fabio Montenegro pour le classement du meilleur grimpeur. Puis un peu avant Villapinzón, quatorze coureurs prennent le large. Cependant la présence d'Óscar Sevilla ou de Carlos Ospina dans l'échappée fait réagir vigoureusement l'équipe Lotería de Boyacá et réduire à néant la tentative de fugue. Dans l'ascension de l'Alto del Sisga, troisième col du jour, César Salazar et Gustavo González s'enfuient sans déclencher de réaction du peloton, du fait de leur position éloignée au classement général. Dans la descente, ils sont rejoints par Jefferson Vargas, Wilson Cepeda et Miguel Ángel Díaz. Le quintet prend rapidement de l'avance qui se chiffre à plus de deux minutes au passage à Chía. Douze coureurs profitent de l'apathie du peloton pour s'intercaler. Malgré la présence d'hommes dangereux comme Alejandro Ramírez, Giovanni Báez ou Iván Casas, le groupe de chasse creuse un écart de trois minutes sur le peloton, emmené, là encore, par les Lotería de Boyacá. Cepeda passe en tête au dernier col et emmène trois de ses quatre compagnons d'échappée dans la descente vers La Vega. À l'arrière, la chasse est si désordonnée que les fugueurs se disputent la victoire entre eux. Wilson Cepeda semble avoir course gagnée lorsqu'il prend quelques longueurs d'avance sur ses compagnons, seul Jefferson Vargas réussit à le dépasser et gagne l'étape. Cepeda se console avec sa prise du pouvoir au classement général.
Dans une étape qui était considérée comme de transition, le classement général subit de nombreux changements. Le peloton, avec en son sein Carlos Ospina, Óscar Sevilla, José Castelblanco, Hernán Buenahora ou encore Mauricio Ortega, arrive avec un retard de 5 min 33 s sur Vargas. Malgré une pénalité de trente secondes (pour appuis prolongés sur un véhicule), Wilson Cepeda est accompagné sur le podium provisoire par Iván Casas et Giovanni Báez. Ces derniers sont les grands bénéficiaires du jour avec un gain de plus de trois minutes sur les autres prétendants au titre. Carlos Ospina, l'ancien porteur du maillot rouge, se retrouve relégué à la huitième place,.

### 15 mai: cinquième étape
Edgar Fonseca gagne l'étape tandis que Wilson Cepeda conserve son maillot rouge de leader.
|       | Coureur            | Pays     | Équipe                            |    | Temps           |
| ----- | ------------------ | -------- | --------------------------------- | -- | --------------- |
| 1     | Edgar Fonseca      | Colombie | Boyacá es Para Vivirla - Lecheboy | en | 3 h 11 min 26 s |
| 2     | Jhon Freddy García | Colombie | UNE                               | à  | 26 s            |
| 3     | Óscar Sevilla      | Espagne  | Rock Racing                       |    | m.t.            |
| ...26 | Diego Calderón     | Colombie | Blanco del Valle - Frutidelicias  |    | m.t.            |

|       | Coureur           | Pays     | Équipe                           |    | Temps           |
| ----- | ----------------- | -------- | -------------------------------- | -- | --------------- |
| 1     | Wilson Cepeda     | Colombie | UNE                              | en | 20 h 3 min 33 s |
| 2     | Iván Casas        | Colombie | Lotería de Boyacá                | à  | 2 min 15 s      |
| 3     | Giovanni Báez     | Colombie | UNE                              | à  | 2 min 32 s      |
| ...5  | Alejandro Ramírez | Colombie | GW Shimano - EPM                 | à  | 2 min 46 s      |
| ...17 | Hernán Buenahora  | Colombie | Lotería de Boyacá                | à  | 5 min 27 s      |
| 18    | Mauricio Ortega   | Colombie | UNE                              | à  | 5 min 29 s      |
| 19    | Víctor Niño       | Colombie | EBSA - Coordinadora              | à  | 5 min 36 s      |
| ...33 | Diego Calderón    | Colombie | Blanco del Valle - Frutidelicias | à  | 6 min 24 s      |

Le départ se fait de San Francisco de Sales (dans le Cundinamarca) pour rejoindre Honda (département du Tolima), en traversant le río Magdalena. Puis l'itinéraire suit la rive gauche du fleuve en direction du Nord et pénètre dans le département de Caldas jusqu'à l'arrivée, située à La Dorada, après 135 kilomètres de course. Celle-ci est ponctuée de trois étapes volantes et de deux cols, dont l'Alto del Trigo, classé en deuxième catégorie. Pour les observateurs, l'étape semble propice aux sprinteurs.
La journée est marquée par la présence du soleil, la température montant jusqu'à 37 degrés. Dès le début, Edgar Fonseca tente une échappée, vite maîtrisée. Les hommes de la Lotería del Táchira travaille pour qu'Artur García passe en tête à la première étape volante. Il consolide sa première place dans ce classement annexe mais paye rapidement ses efforts et se fait décramponner, au point d'alarmer son équipe sur ses chances de rallier l'arrivée dans le délai imparti. Le peloton se fractionne dans la montée de l'Alto del Trigo. Nombreux sont ceux qui perdent le contact avec les meilleurs comme Hernán Darío Muñoz, chef de file de la formation Indeportes Antioquia. Giovanni Barriga passe premier au col. Le peloton se regroupe dans la descente vers Guaduas mais laisse partir Camilo Gómez. Celui-ci est accompagné par Alex Cano et Juan Alejandro García. Ce dernier n'est intéressé que par l'étape volante alors que les deux autres cherchent à faire des différences avec le groupe des favoris. Mais au sommet du second col répertorié, Cano et Gómez n'ont qu'une vingtaine de secondes d'avance sur le peloton qui les absorbe peu après Honda. Des hommes comme Jhon Freddy García ou Víctor Hugo Peña, attardés durant une grande partie de l'étape, réintègrent le peloton. Aux abords du río Magdalena, la température augmente beaucoup. Edgar Fonseca s'isole à l'avant de la course à une trentaine de kilomètres de l'arrivée. L'écart est d'une cinquantaine de secondes à la dernière étape volante (km 108). Alex Atapuma tente de faire la jonction sans succès. À dix kilomètres du but, l'équipe UNE se met à l'avant du peloton pour tenter de le ramener sur le fuyard. Cinq kilomètres plus loin, ce sont les Colombia es Pasión qui se placent en tête pour capturer l'échappé. Edgar Fonseca résiste et termine en solitaire avec une marge de vingt-six secondes sur le peloton, réglé par Jhon Freddy García et Óscar Sevilla. Wilson Cepeda, arrivé en son sein, garde la tête du classement général. L'équipe UNE ayant fait appel, la sanction de trente secondes infligée à Cepeda est levée. Ainsi, Wilson Cepeda possède dorénavant une avance de 2 min 15 s sur Iván Casas et de 2 min 32 s sur Giovanni Báez.
Edgar Fonseca, natif de Paipa, dédie sa victoire à sa fille, née un mois auparavant. C'est la troisième victoire d'étape consécutive pour un coureur de Boyacá. Les Boyacenses dominent le début de compétition et le quotidien El Tiempo fait d'Iván Casas, le grand favori. Même si sa position de chef de file en la présence d'hommes comme José Castelblanco et Hernán Buenahora dans son équipe de la Lotería de Boyacá peut susciter une certaine jalousie.

### 16 mai: sixième étape
Rafael Montiel s'impose et Wilson Cepeda conserve sa place pour une poignée de secondes.
|       | Coureur               | Pays     | Équipe                                    |    | Temps           |
| ----- | --------------------- | -------- | ----------------------------------------- | -- | --------------- |
| 1     | Rafael Montiel        | Colombie | Colombia es Pasión - Coldeportes - Alpina | en | 3 h 21 min 10 s |
| 2     | Óscar Álvarez         | Colombie | UNE                                       | à  | 47 s            |
| 3     | Graciano Fonseca (en) | Colombie | Lotería de Boyacá                         |    | m.t.            |
| 4     | Alejandro Ramírez     | Colombie | GW Shimano - EPM                          | à  | 49 s            |
| ...11 | Mauricio Ortega       | Colombie | UNE                                       | à  | 2 min 18 s      |
| ...14 | Diego Calderón        | Colombie | Blanco del Valle - Frutidelicias          |    | m.t.            |
| ...19 | Víctor Niño           | Colombie | EBSA - Coordinadora                       |    | m.t.            |
| 20    | Hernán Buenahora      | Colombie | Lotería de Boyacá                         |    | m.t.            |
| ...23 | Giovanni Báez         | Colombie | UNE                                       |    | m.t.            |
| ...27 | Wilson Cepeda         | Colombie | UNE                                       | à  | 3 min 30 s      |

|       | Coureur           | Pays     | Équipe                                    |    | Temps            |
| ----- | ----------------- | -------- | ----------------------------------------- | -- | ---------------- |
| 1     | Wilson Cepeda     | Colombie | UNE                                       | en | 23 h 28 min 13 s |
| 2     | Alejandro Ramírez | Colombie | GW Shimano - EPM                          | à  | 5 s              |
| 3     | Rafael Montiel    | Colombie | Colombia es Pasión - Coldeportes - Alpina | à  | 1 min 14 s       |
| 4     | Giovanni Báez     | Colombie | UNE                                       | à  | 1 min 20 s       |
| ...15 | Hernán Buenahora  | Colombie | Lotería de Boyacá                         | à  | 4 min 15 s       |
| 16    | Mauricio Ortega   | Colombie | UNE                                       | à  | 4 min 17 s       |
| ...18 | Víctor Niño       | Colombie | EBSA - Coordinadora                       | à  | 4 min 24 s       |
| ...24 | Diego Calderón    | Colombie | Blanco del Valle - Frutidelicias          | à  | 5 min 12 s       |

Les coureurs passent la journée dans le département d'Antioquia. Ils partent de Doradal (un corregimiento de Puerto Triunfo) pour rejoindre El Santuario, en empruntant la route nationale 60 (es). L'étape relativement courte (115,3 kilomètres) est jalonnée de quatre cols. Selon les observateurs, les trois de troisième catégorie et le dernier de première, situé près de la ligne d'arrivée, promettent de sélectionner le groupe des favoris,.
L'étape est fidèle aux pronostics avec de nombreux mouvements en tête de course. Après de nombreuses escarmouches permettant à leurs auteurs de s'isoler quelques kilomètres en tête et de rafler une étape volante ou un grand prix de la montagne, la première attaque d'importance d'un leader d'équipe est l'œuvre de Juan Diego Ramírez. Avec trois de ses équipiers de la formation GW Shimano - EPM (dont Alejandro Ramírez), douze hommes forment l'échappée du jour. Dans l'ascension de l'Alto de la Torre (km 63), les deux Ramírez impriment un rythme élevé à l'échappée qui lui permet de passer le sommet dudit col avec 3 min 40 s d'avance sur le peloton. L'écart augmente à 4 min 10 s avant d'entamer les trente kilomètres d'ascension du col de l'Alto Bonito, classé en première catégorie. Luis Fernando Saldarriaga, directeur sportif de l'équipe Colombia es Pasión, intime l'ordre à Robinson Chalapud et à Rafael Montiel de ne plus collaborer de peur que l'échappée prenne des proportions trop importantes pour le classement général final. À moins de quinze kilomètres de l'arrivée, le peloton semble se désintéresser de l'échappée et la victoire est désormais acquise à l'un des fugueurs du jour. Les dix derniers kilomètres sont pourtant le théâtre de nombreuses attaques au sein du peloton. La première est l'œuvre de Mauricio Ortega, suivi par Hernán Buenahora. Puis Alex Cano tente également sa chance. Óscar Sevilla plante aussi sa banderille, pris en chasse par Ortega, Buenahora et Cepeda. Dans l'échappée, Rafael Montiel place une violente attaque. Seuls quatre hommes peuvent y répondre à la différence de Juan Diego Ramírez, payant ses efforts de la journée. Le groupe principal, du fait de ces fortes accélérations, se réduit à vingt-cinq unités et se rapproche à 2 min 32 s du quintet de tête. Montiel laisse ses compagnons d'échappée et passe premier au sommet (situé à six kilomètres de la ligne). Vainqueur d'une étape l'année précédente, Rafael Montiel s'impose à Santuario devant une marée humaine, fruit de la décision du maire de la municipalité de déclarer la journée fériée. Óscar Álvarez termine deuxième à quarante-sept secondes, Graciano Fonseca (en) troisième. Ayant flanché dans le dernier col, Wilson Cepeda arrive avec un retard de 3 min 30 s. Il perd 2 min 41 s sur Alejandro Ramírez, quatrième de l'étape. Grand bénéficiaire du jour, ce dernier est désormais deuxième au classement général à cinq secondes seulement de Cepeda. Montiel est troisième à 1 min 14 s. L'avant-garde du peloton, constituée de seize hommes dont Ortega, Buenahora ou Sevilla, termine à 2 min 18 s tandis que deux favoris, membres de l'équipe Lotería de Boyacá, José Castelblanco et Iván Casas perdent du terrain.

### 17 mai: septième étape
Víctor Hugo Peña remporte l'étape tandis que Wilson Cepeda est toujours le leader de la course.
|       | Coureur           | Pays     | Équipe                                    |    | Temps           |
| ----- | ----------------- | -------- | ----------------------------------------- | -- | --------------- |
| 1     | Víctor Hugo Peña  | Colombie | Rock Racing                               | en | 3 h 51 min 32 s |
| 2     | Edwin Orozco (en) | Colombie | Indeportes Antioquia - IDEA - FLA         | à  | 18 s            |
| 3     | Wilson Marentes   | Colombie | Colombia es Pasión - Coldeportes - Alpina | à  | 36 s            |
| ...20 | Mauricio Ortega   | Colombie | UNE                                       | à  | 3 min 32 s      |

|       | Coureur           | Pays     | Équipe                                    |    | Temps            |
| ----- | ----------------- | -------- | ----------------------------------------- | -- | ---------------- |
| 1     | Wilson Cepeda     | Colombie | UNE                                       | en | 27 h 23 min 17 s |
| 2     | Alejandro Ramírez | Colombie | GW Shimano - EPM                          | à  | 5 s              |
| 3     | Rafael Montiel    | Colombie | Colombia es Pasión - Coldeportes - Alpina | à  | 1 min 14 s       |
| 4     | Giovanni Báez     | Colombie | UNE                                       | à  | 1 min 20 s       |
| ...15 | Hernán Buenahora  | Colombie | Lotería de Boyacá                         | à  | 4 min 15 s       |
| 16    | Mauricio Ortega   | Colombie | UNE                                       | à  | 4 min 17 s       |
| ...18 | Víctor Niño       | Colombie | EBSA - Coordinadora                       | à  | 4 min 24 s       |
| ...23 | Diego Calderón    | Colombie | Blanco del Valle - Frutidelicias          | à  | 5 min 12 s       |

Une étape plane dans l'Oriente antioqueño (es) est au programme du jour. Les coureurs prennent le départ de Rionegro puis effectue trois fois un circuit dans Llano Grande avant de rejoindre La Unión, par La Ceja. Trois étapes volantes et deux cols de troisième catégorie ponctuent l'étape, longue d'environ 163 kilomètres. Pour le journal El Tiempo, cette étape est destinée aux coureurs, qui ne peuvent disputer le titre, mais qui vont mettre un point d'honneur à s'immiscer dans une échappée au long cours et pourquoi pas lever les bras en vainqueur à l'arrivée.
Les premiers kilomètres voient de nombreuses tentatives d'échappée, toutes vouées à l'échec. Une pluie fine rend la chaussée humide et dangereuse. Puis Juan Alejandro García s'échappe en compagnie de William Muñoz (es) et de Juan Pablo Suárez en vue de la première étape volante. Le trio possède trente-neuf secondes d'avance à son passage (km 46) que García franchit en premier, ayant comme objectif de subtiliser la tête de ce classement annexe à Artur García. Sept coureurs sortent du peloton et rejoignent les trois fugueurs. Ensuite c'est au tour de Víctor Hugo Peña et de Wilson Marentes de faire la jonction. Ces douze hommes comptent 1 min 19 s d'avance au grand prix de la montagne à La Ceja. La pluie qui accompagnait les coureurs depuis le début de l'étape cesse tandis que le peloton se désintéresse de l'échappée. Même si Juan Alejandro García ne peut suivre ses compagnons de fugue, l'écart continue de croitre. Au deuxième tour de circuit, celui-ci grimpe à 4 min 47 s, bien que la pluie est refait son apparition. Peña conduit la progression des onze hommes pour obtenir le maximum d'avance. Juan Pablo Suárez devient leader transitoire de l'épreuve lorsqu'ils comptent 6 min 35 s de différence. Le dernier tour de circuit de Llano Grande voit l'équipe UNE réagir et réduire l'écart, et Remberto Jaramillo, lauréat des étapes volantes l'année précédente, engranger des points pour ce classement. Les onze échappées prennent alors la direction de La Unión. Bientôt les efforts consentis durant l'étape et la route en ascension désagrègent la fugue. Juan Pablo Suárez imprime un rythme élevé que peu peuvent suivre. À cinq kilomètres du but, Víctor Hugo Peña place une attaque. Il termine l'étape en solitaire, dix-huit secondes devant Edwin Orozco (en) et trente-six devant Wilson Marentes. Le peloton arrive avec un retard de 3 min 32 s. Au classement général, Jhon Freddy García sort du Top ten et Juan Pablo Suárez, longtemps proche du maillot rouge de leader, ne se replace finalement qu'à la douzième place provisoire.
Víctor Hugo Peña remporte sa troisième étape dans son Tour national dix ans après ses deux premières (celles-ci datant du Tour de Colombie 1998).

### 18 mai: huitième étape
Hernán Buenahora gagne l'étape et Giovanni Báez s'empare de la tête du classement général.
|       | Coureur           | Pays     | Équipe                           |    | Temps       |
| ----- | ----------------- | -------- | -------------------------------- | -- | ----------- |
| 1     | Hernán Buenahora  | Colombie | Lotería de Boyacá                | en | 57 min 45 s |
| 2     | Giovanni Báez     | Colombie | UNE                              | à  | 36 s        |
| 3     | Víctor Niño       | Colombie | EBSA - Coordinadora              | à  | 51 s        |
| 4     | Mauricio Ortega   | Colombie | UNE                              | à  | 1 min 7 s   |
| 5     | Diego Calderón    | Colombie | Blanco del Valle - Frutidelicias | à  | 1 min 15 s  |
| ...10 | Alejandro Ramírez | Colombie | GW Shimano - EPM                 | à  | 3 min 22 s  |

|      | Coureur           | Pays     | Équipe                           |    | Temps            |
| ---- | ----------------- | -------- | -------------------------------- | -- | ---------------- |
| 1    | Giovanni Báez     | Colombie | UNE                              | en | 28 h 22 min 58 s |
| 2    | Alejandro Ramírez | Colombie | GW Shimano - EPM                 | à  | 1 min 31 s       |
| 3    | Hernán Buenahora  | Colombie | Lotería de Boyacá                | à  | 2 min 19 s       |
| ...6 | Víctor Niño       | Colombie | EBSA - Coordinadora              | à  | 3 min 19 s       |
| 7    | Mauricio Ortega   | Colombie | UNE                              | à  | 3 min 28 s       |
| ...9 | Diego Calderón    | Colombie | Blanco del Valle - Frutidelicias | à  | 4 min 31 s       |

L'étape, longue de trente et un kilomètres, est une cronoescalada (un contre-la-montre en côte) qui se dispute dans l'agglomération de Medellín. Après 15,4 kilomètres en terrain plat, l'effort solitaire se termine par l'ascension, classée en première catégorie, de l'Alto de Santa Elena (es). Celle-ci est comparable à la montée du col d'Allos par Barcelonnette.
La veille de l'étape, les observateurs s'accordent à dire qu'elle sera décisive pour le titre,,,. La journée permettra de savoir, par exemple, ce qu'Óscar Sevilla peut espérer dans la compétition. Car, malgré quatre abandons sur huit dans l'équipe Rock Racing, elle a tout fait pour maintenir Sevilla aux avant-postes. Du côté colombien, Hernán Buenahora et José Castelblanco (malgré un moment de faiblesse dans la sixième étape) réunissent les suffrages. Tandis que Mauricio Ortega et Iván Parra, s'ils veulent montrer qu'ils peuvent gagner le titre, doivent le prouver ce jour. Luis Alfonso Cely, directeur sportif des GW Shimano - EPM, compte sur Juan Diego Ramírez pour se joindre à eux. Le contre-la-montre du jour est la première opportunité pour s'adjuger l'épreuve. Avant l'ascension de la Línea qui déterminera plus surement qui succédera à Santiago Botero.
Au bout de trente concurrents, le meilleur temps, 1 h 4 min 55 s, est en la possession du Vénézuélien Óscar Luna. Puis, avec 1 h 2 min 52 s, Juan Carlos López est en tête du classement provisoire après le passage de plus de quatre-vingt coureurs. Puis se succèdent au sommet de la hiérarchie, Daniel Rincón (1 h 2 min 17 s) et Argiro Zapata (es) (1 h 0 min 2 s). Il faut attendre l'effort solitaire du Vénézuélien Noel Vásquez pour voir un participant réaliser le parcours en moins d'une heure (59 min 42 s). Ce temps est cependant rapidement battu par Víctor Niño avec 58 min 35 s (Niño réalisant la meilleure ascension de tous les concurrents). Mauricio Ortega échoue de peu à prendre la tête (58 min 56 s). Par contre le concurrent suivant, Hernán Buenahora, abaisse le "chrono" à 57 min 45 s. Ce résultat ne sera pas battu par les quatorze coureurs partis après lui. Seul Giovanni Báez s'en rapprochera. En accomplissant le parcours en 58 min 21 s, il finit l'étape deuxième et surtout s'empare du maillot rouge de leader de la compétition.
Dix-huitième de l'étape, Wilson Cepeda lui laisse sa tunique. Óscar Sevilla concède près de quatre minutes à Buenahora. C'est quelques secondes de moins qu'Iván Parra. José Castelblanco (victime d'une amygdalite et sous antibiotiques) et Juan Diego Ramírez finissent respectivement à 2 min 29 s et 3 min 34 s du vainqueur du jour. Au classement général, les trois premiers de l'étape (Buenahora, Báez et Niño) rejoignent aux six premières places, les trois premiers au classement général de la veille (Cepeda, Ramírez et Montiel),. Vainqueur du Tour 2001 et spécialiste de ce genre d'exercice, Hernán Buenahora en profite pour se hisser à la troisième place provisoire et prendre le pouvoir dans son équipe, ses équipiers Iván Casas et José Castelblanco étant décevant. Avec un débours proche des six minutes, le titre n'est plus envisageable également pour Óscar Sevilla, ni d'ailleurs pour Iván Parra,.

### 20 mai: neuvième étape
Óscar Sevilla s'impose à Manizales où Giovanni Báez conserve son maillot rouge de leader.
|       | Coureur            | Pays     | Équipe                           |    | Temps           |
| ----- | ------------------ | -------- | -------------------------------- | -- | --------------- |
| 1     | Óscar Sevilla      | Espagne  | Rock Racing                      | en | 3 h 37 min 50 s |
| 2     | Juan Diego Ramírez | Colombie | GW Shimano - EPM                 |    | m.t.            |
| 3     | Mauricio Ortega    | Colombie | UNE                              |    | m.t.            |
| 4     | Hernán Buenahora   | Colombie | Lotería de Boyacá                |    | m.t.            |
| 5     | Diego Calderón     | Colombie | Blanco del Valle - Frutidelicias | à  | 1 s             |
| ...8  | Víctor Niño        | Colombie | EBSA - Coordinadora              |    | m.t.            |
| ...11 | Alejandro Ramírez  | Colombie | GW Shimano - EPM                 |    | m.t.            |
| 12    | Giovanni Báez      | Colombie | UNE                              |    | m.t.            |

|      | Coureur           | Pays     | Équipe                           |    | Temps           |
| ---- | ----------------- | -------- | -------------------------------- | -- | --------------- |
| 1    | Giovanni Báez     | Colombie | UNE                              | en | 32 h 0 min 49 s |
| 2    | Alejandro Ramírez | Colombie | GW Shimano - EPM                 | à  | 1 min 31 s      |
| 3    | Hernán Buenahora  | Colombie | Lotería de Boyacá                | à  | 2 min 18 s      |
| 4    | Víctor Niño       | Colombie | EBSA - Coordinadora              | à  | 3 min 19 s      |
| 5    | Mauricio Ortega   | Colombie | UNE                              | à  | 3 min 23 s      |
| ...7 | Diego Calderón    | Colombie | Blanco del Valle - Frutidelicias | à  | 4 min 31 s      |

La journée joint les départements d'Antioquia et de Caldas. Le parcours initial devait relier la municipalité de Caldas à Manizales, capitale du département homonyme, sur une distance de 173 kilomètres. En raison d'éboulements dans la descente de l'Alto de Minas, dans le secteur Santa Bárbara - Versalles (es), causés par l'hiver, le départ effectif s'effectue de Puente Iglesias, corregimiento de Fredonia. Ceci provoque un départ différé de deux heures trente et écourte de trente-huit kilomètres le tracé originel,. Deux cols sont répertoriés, un de troisième catégorie à trente kilomètres de l'arrivée et un de première avec son sommet situé à moins de 5 000 mètres du terme. La journée se termine sur terrain plat avec l'arrivée jugée devant l'Université nationale de Manizales (es).
Quatre coureurs concernés par le classement des étapes volantes initient la première escarmouche. Jefferson Vargas profite de cette échappée, formée quelques kilomètres avant le premier sprint bonification, pour s'y imposer et glaner cinq points. Les UNE de Báez imposent un rythme soutenu qui muselle les velléités de fugue. Pourtant cinq hommes (dont Jefferson Vargas et Tyler Hamilton) vont occuper le devant de la scène pendant soixante-dix kilomètres. D'autres coureurs s'unissent à eux et l'échappée compte une dizaine de participants. Cependant, l'attitude des "UNE" en tête du peloton, empêchant la fugue de prendre plus d'une minute d'avance, montre leur volonté d'arriver groupé au pied du col de première catégorie amenant à Manizales. Lorsque le terrain se cabre, présageant l'ascension sur la capitale caldense, le chef de file des Indeportes Antioquia, Hernán Darío Muñoz attaque et rejoint les éclaireurs. Víctor Becerra en fait de même et passe même en tête le col de troisième catégorie. La montée de dix-huit kilomètres est entamée par le peloton, avec toujours à sa tête les équipiers du leader. La fugue se désagrège dans la grimpée menant à Manizales sous l'impulsion de Becerra. Elle est absorbée par le peloton, maintenant mené par les Lotería de Boyacá. Le groupe principal perd de nombreuses unités et seule une trentaine de coureurs en fait encore partie (dont les dix premiers du classement général). Camilo Gómez s'en extrait. À cinq kilomètres du sommet, il se maintient en tête avec une trentaine de secondes d'avance. Il est repris trois mille mètres plus loin avec l'attaque de Hernán Buenahora, qu'accompagnent Mauricio Ortega et Giovanni Báez. Des concurrents comme Iván Casas et José Castelblanco sont irrémédiablement distancés tandis que Diego Calderón reprend les devants. Même s'il est rejoint avant le sommet par Noel Vásquez, Hernán Buenahora, Mauricio Ortega et Giovanni Báez, il franchit le col en tête. D'autres comme Óscar Sevilla, Juan Diego Ramírez ou Iván Parra se joignent à eux avec un temps de retard. Une marée humaine accueille les coureurs dans les rues de la capitale départementale. Douze (ou treize) hommes se disputent la victoire d'étape et c'est Sevilla qui se révèle le plus rapide.
Báez perd une seconde à l'arrivée sur Buenahora mais conserve au classement général 1 min 31 s de marge sur Alejandro Ramírez et 2 min 18 s sur Buenahora. Sevilla se hisse au onzième rang provisoire à 5 min 44 s de la première place,. N'ayant pu accompagner les meilleurs, seul Wilson Cepeda, l'ancien leader de l'épreuve, sort du Top ten. Dans les classements annexes, aucun changement de leader n'est à constater, Artur García domine toujours celui des étapes volantes, Óscar Sevilla la régularité et Fabio Montenegro reste le roi de la montagne.

### 21 mai: dixième étape
Diego Calderón remporte l'étape après une longue fugue et Giovanni Báez maintient sa position.
|       | Coureur                 | Pays     | Équipe                            |    | Temps          |
| ----- | ----------------------- | -------- | --------------------------------- | -- | -------------- |
| 1     | Diego Calderón          | Colombie | Blanco del Valle - Frutidelicias  | en | 3 h 9 min 47 s |
| 2     | Juan Pablo Wilches (de) | Colombie | Multirepuestos Bosa - Jeans Zawer | à  | 1 min 6 s      |
| 3     | Óscar Sevilla           | Espagne  | Rock Racing                       | à  | 1 min 9 s      |
| ...10 | Giovanni Báez           | Colombie | UNE                               |    | m.t.           |

|   | Coureur           | Pays     | Équipe                           |    | Temps           |
| - | ----------------- | -------- | -------------------------------- | -- | --------------- |
| 1 | Giovanni Báez     | Colombie | UNE                              | en | 35 h 11 min 0 s |
| 2 | Alejandro Ramírez | Colombie | GW Shimano - EPM                 | à  | 1 min 31 s      |
| 3 | Hernán Buenahora  | Colombie | Lotería de Boyacá                | à  | 2 min 18 s      |
| 4 | Diego Calderón    | Colombie | Blanco del Valle - Frutidelicias | à  | 3 min 12 s      |
| 5 | Víctor Niño       | Colombie | EBSA - Coordinadora              | à  | 3 min 19 s      |
| 6 | Mauricio Ortega   | Colombie | UNE                              | à  | 3 min 23 s      |

L'étape du jour est marquée par l'ascension du Páramo de Letras, col classé en hors catégorie (s'élevant à 3 470 mètres d'altitude), placé à 83 kilomètres de l'arrivée. Les coureurs partent de Manizales et empruntent la route nationale 50 (es). Ils quittent le département de Caldas au sommet de l'Alto de Letras pour celui du Tolima et l'arrivée, sise à Mariquita, après 125,1 kilomètres d'effort.
Très rapidement le peloton affronte les premiers lacets du col hors catégorie sous le commandement des UNE que tentent de déstabiliser les "Lotería de Boyacá", par leurs attaques incessantes. Le rythme imposé par les coéquipiers de Báez égrène le peloton. À l'arrière des hommes comme Tyler Hamilton ou Víctor Hugo Peña souffrent. Dans la montée un groupe d'une vingtaine d'hommes reste en tête, avec les meilleurs du classement général. Seul manque à l'appel Rafael Montiel. José Castelblanco ou Iván Casas (ce dernier s'étant pourtant porté à l'attaque) sont également en difficulté. Une échappée de cinq coureurs, avec trois "Lotería de Boyacá" en son sein, ouvre la route. Hernán Buenahora tente de s'unir à ses trois coéquipiers mais marqué de près par Giovanni Báez, il échoue dans sa tentative et l'échappée rentre dans le rang. Plusieurs (comme Mauricio Ortega) essaient de s'enfuir sans succès tandis qu'Iván Parra cède du terrain. Diego Calderón, lui, s'isole à cinq kilomètres du sommet. Le groupe de pointe n'est plus constitué que par Buenahora, Báez, Ortega, Santiago Ojeda, Fabio Montenegro et Juan Pablo Wilches (de). Calderón arrive dans le Tolima avec cinquante secondes d'avance sur Wilches et Montenegro et cinquante-neuf sur Ojeda. Buenahora, Ortega, Báez et Parra (qui a récupéré) passent à 1 min 5 s. Óscar Sevilla et José Castelblanco sont à deux minutes. Puis c'est la longue descente vers Mariquita qui attend le fugueur. Cinq hommes se joignent aux sept. Calderón passe à Padua (corregimiento de Herveo) avec un écart de 2 min 5 s. Une dizaine de coureurs font la jonction avec les éclaireurs et ce sont plus d'une vingtaine d'hommes, emmenés par Óscar Sevilla, qui chassent derrière le Risaraldense. Ne coupant jamais son effort, Diego Calderón, entraîné par William Palacio, ne sera pas capturé. Il rejoint l'arrivée en solitaire pour remporter sa première victoire dans son Tour national. Diego se hisse à la quatrième place du classement général. Juan Pablo Wilches termine deuxième, légèrement détaché à 1 min 6 s. Sevilla se classe troisième à 1 min 9 s dans le même temps que vingt-deux autres concurrents,, dans lesquels se retrouvent huit des dix premiers du classement général mais aussi Castelblanco et Casas, un temps distancés. Par contre, absent du groupe, Rafael Montiel recule au-delà de la dixième place tandis qu'Óscar Sevilla accède à ce rang. Sergio Hernández, l'Américain de l'équipe Rock Racing, abandonne sur chute et cinq participants, dont Weimar Roldán, terminent hors délais.

### 22 mai: onzième étape
Hernán Buenahora gagne au sommet de l'alto de la Línea tandis que Giovanni Báez est toujours premier au classement général.
|      | Coureur           | Pays     | Équipe                           |    | Temps          |
| ---- | ----------------- | -------- | -------------------------------- | -- | -------------- |
| 1    | Hernán Buenahora  | Colombie | Lotería de Boyacá                | en | 5 h 4 min 44 s |
| 2    | Mauricio Ortega   | Colombie | UNE                              | à  | 5 s            |
| 3    | Giovanni Báez     | Colombie | UNE                              | à  | 12 s           |
| ...7 | Diego Calderón    | Colombie | Blanco del Valle - Frutidelicias | à  | 1 min 32 s     |
| ...9 | Alejandro Ramírez | Colombie | GW Shimano - EPM                 | à  | 2 min 6 s      |
| 10   | Víctor Niño       | Colombie | EBSA - Coordinadora              | à  | 2 min 13 s     |

|   | Coureur           | Pays     | Équipe                           |    | Temps            |
| - | ----------------- | -------- | -------------------------------- | -- | ---------------- |
| 1 | Giovanni Báez     | Colombie | UNE                              | en | 40 h 16 min 37 s |
| 2 | Hernán Buenahora  | Colombie | Lotería de Boyacá                | à  | 2 min 0 s        |
| 3 | Mauricio Ortega   | Colombie | UNE                              | à  | 3 min 14 s       |
| 4 | Alejandro Ramírez | Colombie | GW Shimano - EPM                 | à  | 3 min 29 s       |
| 5 | Diego Calderón    | Colombie | Blanco del Valle - Frutidelicias | à  | 4 min 36 s       |
| 6 | Víctor Niño       | Colombie | EBSA - Coordinadora              | à  | 5 min 24 s       |

Les coureurs quittent Mariquita pour terminer l'étape, longue de 176 kilomètres, avec l'ascension du col de la Línea, classé hors catégorie. La montée dure quasiment vingt-quatre kilomètres et a un dénivelé positif de 1 400 mètres (elle est comparable à l'ascension des dix-huit derniers kilomètres du col du Galibier). Pour beaucoup d'observateurs, c'est l'ultime occasion pour obtenir le titre, l'étape reine de la 58e édition. Le terrain est plat de la mairie de Mariquita, lieu de départ du jour, jusqu'à Ibagué. Puis de la capitale départementale jusqu'à Cajamarca, et le pied de l'alto de la Línea, le parcours est accidenté avec trois cols de troisième catégorie au programme. Le froid, la pluie, le brouillard rendent difficiles l'arrivée au sommet de ce col, tant de fois franchi, mais terme d'une étape pour la première fois dans le Tour de Colombie.
Onze hommes animent le début de course. Dans cette échappée se trouvent des coureurs de la "Lotería del Táchira", préoccupés par la défense de la position d'Artur García au classement des étapes volantes. Devant la passivité du peloton principal, elle obtient jusqu'à huit minutes d'avance. Emmenés par Stiber Ortiz et Álvaro Montoya, les éclaireurs ont encore 6 min 40 s au pied de l'ultime montée du jour. L'écart entre les échappés et le groupe des favoris ne cesse de se réduire. Les "Lotería de Boyacá" prennent la direction de la course. Santiago Ojeda, vainqueur à Tunja, est le premier à augmenter la cadence. Le rythme d'Ojeda égrène le maigre peloton qui comprend à peine vingt-cinq coureurs au pied de la Línea. Puis il s'isole en tête. Rapidement, le coureur boyacense rejoint Rafael Montiel et Álvaro Montoya, les derniers éléments de la fugue. Derrière c'est au tour de Graciano Fonseca (en) de prendre le relais et d'imprimer un tempo soutenu au groupe des favoris tandis qu'Hernán Buenahora attend le feu vert pour lancer son attaque. Cette dernière arrive à huit kilomètres du but. Seuls Mauricio Ortega et Giovanni Báez restent dans sa roue. Ils dépassent, eux aussi, Montiel et Montoya. Óscar Sevilla, Diego Calderón, Alejandro Ramírez, Iván Parra ou Juan Diego Ramírez cèdent du terrain mais limitent l'écart à la différence de José Castelblanco et d'Iván Casas. Quatre kilomètres plus loin, nouvelle tentative de Buenahora qui ne fait pas fléchir Ortega et Báez. Toutefois ils rejoignent Ojeda (qui lâche rapidement). Dans les deux derniers kilomètres, Buenahora arrive à ses fins et décramponne ses deux derniers contradicteurs. Il obtient un léger avantage, de courte durée. Car dans la dernière courbe, c'est Ortega qui lance l'offensive. Sous une pluie torrentielle, Buenahora le contre. Exténué il franchit la ligne pour remporter sa deuxième étape de l'épreuve (la troisième pour les Lotería de Boyacá). Les deux UNE terminent deuxième et troisième, Ortega à cinq secondes, Báez à douze. Iván Parra échoue à dix-neuf secondes (après un scénario proche de la veille où le frère cadet de Fabio Parra, décroché, revient sur les fuyards). Pour les observateurs, Giovanni Báez est le vainqueur virtuel de la compétition,,.
Il a dorénavant 2 min 0 s d'avance sur Buenahora et 3 min 14 s sur Ortega. Buenahora gagne un rang, Ortega trois tandis qu'Alejandro Ramírez recule de la deuxième à la quatrième place du classement général provisoire. Diego Calderón et Víctor Niño régresse d'un cran dans la hiérarchie. Noel Vásquez et Argiro Zapata (es) sortent du Top ten.
Arrivé onzième à 2 min 16 s, Óscar Sevilla considère que La Línea est un des sommets les plus difficiles qu'il ait jamais eu à gravir, l'altitude faisant son œuvre.

### 23 mai: douzième étape
Wilson Marentes remporte l'étape alors que Giovanni Báez se rapproche un peu plus du titre.
|       | Coureur          | Pays     | Équipe                                    |    | Temps          |
| ----- | ---------------- | -------- | ----------------------------------------- | -- | -------------- |
| 1     | Wilson Marentes  | Colombie | Colombia es Pasión - Coldeportes - Alpina | en | 4 h 4 min 16 s |
| 2     | Camilo Gómez     | Colombie | EBSA - Coordinadora                       |    | m.t.           |
| 3     | Edgar Fonseca    | Colombie | Boyacá es Para Vivirla - Lecheboy         |    | m.t.           |
| ...13 | Hernán Buenahora | Colombie | Lotería de Boyacá                         | à  | 1 min 25 s     |

|   | Coureur           | Pays     | Équipe                           |    | Temps            |
| - | ----------------- | -------- | -------------------------------- | -- | ---------------- |
| 1 | Giovanni Báez     | Colombie | UNE                              | en | 44 h 22 min 18 s |
| 2 | Hernán Buenahora  | Colombie | Lotería de Boyacá                | à  | 2 min 0 s        |
| 3 | Mauricio Ortega   | Colombie | UNE                              | à  | 3 min 14 s       |
| 4 | Alejandro Ramírez | Colombie | GW Shimano - EPM                 | à  | 3 min 29 s       |
| 5 | Diego Calderón    | Colombie | Blanco del Valle - Frutidelicias | à  | 4 min 36 s       |
| 6 | Víctor Niño       | Colombie | EBSA - Coordinadora              | à  | 5 min 24 s       |

La journée joint Quimbaya et le département du Quindío à Pereira, capitale de celui de Risaralda. Le parcours, long de 158 kilomètres, est jalonné par deux cols dont un de deuxième catégorie, l'alto del Roble, placé à vingt-quatre kilomètres de l'arrivée. Durant l'étape, un circuit, passant par Armenia, capitale du Quindío et un col de troisième catégorie, situé à Pueblo Tapao (corregimiento de Montenegro), est à parcourir trois fois.
Le début d'étape est contrôlé par les équipiers du leader Giovanni Báez. Le peloton arrive groupé sur le circuit cafetero. La moindre escarmouche étant muselée par les UNE, le peloton abandonne toute velléité de fugue durant les deux derniers tours de circuit. Seuls les étapes volantes et le duel entre Fabio Montenegro et Juan Pablo Wilches (de) pour le classement du meilleur grimpeur animent la course. Passant en tête au troisième passage au sommet à Pueblo Tapao, Montenegro termine vainqueur de cette joute. Puisque qu'avec 99 points, il devient roi des grimpeurs, avant le dernier col de l'épreuve et ce, deux jours avant le terme de la compétition. Fabio Montenegro s'adjuge son deuxième trophée des grimpeurs après 2006. Aucun des candidats au titre tente de déstabiliser Báez. Après de multiples tentatives toutes avortées, autour du km 100, six concurrents forment l'échappée du jour, avec la bénédiction des hommes de Raúl Mesa. Un temps entre les fugueurs et le peloton, Tyler Hamilton et Robinson Chalapud se joignent à eux. Les huit coureurs attaquent l'ascension de l'alto del Roble avec 3 min 10 s d'avance sur le groupe principal. Au sommet, Wilches passe en tête, les principaux favoris y ont encore 2 min 50 s de retard. Le gain de la victoire d'étape se joue entre les fuyards. Robinson Chalapud lance la première attaque à 500 mètres du but, contrée par Juan Pablo Wilches et Tyler Hamilton. Cela se révèle une stratégie de lancement pour son coéquipier Wilson Marentes. Celui-ci double tous ses compagnons d'échappée dans une arrivée en légère montée favorisant sa puissance et sa pointe de vitesse. Marentes remporte sa première étape dans son Tour national, en devançant Camilo Gómez. Giovanni Báez arrive 1 min 25 s plus tard dans le peloton, en ayant passé une journée tranquille. Avec les abandons de Jairo Pérez et d'Albeiro Sánchez, il ne reste plus que cent-vingt participants sur les cent-soixante-deux au départ,. Aucun changement n'est à constater dans les dix premiers du classement général,.

### 24 mai: treizième étape
Giovanni Báez est à une journée de la consécration tandis que César Salazar s'impose à Cali.
|     | Coureur         | Pays      | Équipe                                    |    | Temps          |
| --- | --------------- | --------- | ----------------------------------------- | -- | -------------- |
| 1   | César Salazar   | Venezuela | Lotería del Táchira                       | en | 4 h 4 min 16 s |
| 2   | Óscar Álvarez   | Colombie  | UNE                                       |    | m.t.           |
| 3   | Wilson Marentes | Colombie  | Colombia es Pasión - Coldeportes - Alpina |    | m.t.           |
| ... | Giovanni Báez   | Colombie  | UNE                                       | à  | 1 min 18 s     |

|   | Coureur           | Pays     | Équipe                           |    | Temps            |
| - | ----------------- | -------- | -------------------------------- | -- | ---------------- |
| 1 | Giovanni Báez     | Colombie | UNE                              | en | 48 h 18 min 20 s |
| 2 | Hernán Buenahora  | Colombie | Lotería de Boyacá                | à  | 2 min 0 s        |
| 3 | Mauricio Ortega   | Colombie | UNE                              | à  | 3 min 14 s       |
| 4 | Alejandro Ramírez | Colombie | GW Shimano - EPM                 | à  | 3 min 29 s       |
| 5 | Diego Calderón    | Colombie | Blanco del Valle - Frutidelicias | à  | 4 min 36 s       |
| 6 | Víctor Niño       | Colombie | EBSA - Coordinadora              | à  | 5 min 24 s       |

La journée se passe entièrement dans le département de Valle del Cauca où les coureurs empruntent la route nationale 25. Trois étapes volantes pimentent une étape plane, longue de 190 kilomètres, qui relie le parc principal de Cartago à la cité administrative de Cali (es).
Il faut attendre le km 42 pour voir treize coureurs, emmenés par Tyler Hamilton, déclenchés la première attaque du jour. Celle-ci ne fait pas long feu et le peloton avance groupé. Jusqu'à Buga, où une nouvelle fugue de huit hommes (dont l'ancien vainqueur de la "Vuelta" José Castelblanco) se développe. Ils sont rejoints à Guacarí par un quintet. Cependant, l'équipe UNE ne l'entend pas ainsi et revient sur eux. Finalement c'est à moins de cinquante kilomètres de l'arrivée que l'échappée décisive se forme. Elle comprend là encore treize coureurs. Ils obtiennent jusqu'à 3 min 18 s d'avance malgré la réaction de l'équipe Indeportes Antioquia. À dix kilomètres du but, l'écart de 2 min 1 s est suffisant pour qu'ils se disputent la victoire d'étape entre eux. Aldemar Herrera est le premier à tenter de finir seul. Mais César Salazar et Óscar Álvarez le contrent, préférant anticiper le sprint devant la menace que représente des hommes comme Carlos Ospina et Wilson Marentes, prêt à répéter sa victoire de la veille. Le natif de Pereira s'impose devant Álvarez et Marentes. Il décroche par là-même la deuxième victoire d'étape dans cette édition pour son équipe "Lotería del Táchira". Giovanni Báez termine avec le paquet principal à 1 min 18 s,. Aucun changement n'est à constater dans les dix premiers du classement général,.

### 25 mai: quatorzième et dernière étape
Artur García gagne la dernière étape à l'issue d'un sprint massif alors que Giovanni Báez remporte le classement général.
Classement de l'étape
|      | Coureur            | Pays      | Équipe                                    |    | Temps          |
| ---- | ------------------ | --------- | ----------------------------------------- | -- | -------------- |
| 1    | Artur García       | Venezuela | Lotería del Táchira                       | en | 2 h 7 min 35 s |
| 2    | Andrés Miguel Díaz | Colombie  | Colombia es Pasión - Coldeportes - Alpina |    | m.t.           |
| 3    | Jhon Freddy García | Colombie  | UNE                                       |    | m.t.           |
| ...9 | Diego Calderón     | Colombie  | Blanco del Valle - Frutidelicias          |    | m.t.           |

L'étape du jour, développant 96 kilomètres, est un circuit urbain dans Cali. Trois étapes volantes jalonnent les douze tours proposés aux coureurs. Le départ et l'arrivée (ainsi que les sprints intermédiaires) s'effectuent devant la Unidad Deportiva Jaime Aparicio.
Les nombreuses escarmouches tout au long de la journée n'ont pas déstabilisé la position du leader. L'étape s'est terminée par un troisième succès pour la formation vénézuélienne "Lotería del Táchira" avec la victoire à l'emballage d'Artur García. Il devance les coureurs locaux Andrés Miguel Díaz et Jhon Freddy García. Pour Artur García, c'est le deuxième bouquet dans cette édition après son succès à Bucaramanga le deuxième jour. La veille, le Vénézuélien s'était définitivement octroyé le classement des étapes volantes.

## Classement général
|     | Coureur            | Pays      | Équipe                                      |    | Temps            |
| --- | ------------------ | --------- | ------------------------------------------- | -- | ---------------- |
|     | Giovanni Báez      | Colombie  | UNE                                         | en | 50 h 25 min 55 s |
| DSQ | Hernán Buenahora   | Colombie  | Lotería de Boyacá                           | à  | 2 min 0 s        |
| 2.  | Mauricio Ortega    | Colombie  | UNE                                         | à  | 3 min 14 s       |
| 3.  | Alejandro Ramírez  | Colombie  | GW Shimano - EPM                            | à  | 3 min 29 s       |
| 4.  | Diego Calderón     | Colombie  | Blanco del Valle - Frutidelicias            | à  | 4 min 36 s       |
| 5.  | Víctor Niño        | Colombie  | EBSA - Coordinadora                         | à  | 5 min 21 s       |
| 6.  | Juan Diego Ramírez | Colombie  | GW Shimano - EPM                            | à  | 5 min 33 s       |
| 7.  | Iván Parra         | Colombie  | Colombia es Pasión - Coldeportes - Alpina   | à  | 7 min 2 s        |
| 8.  | Óscar Sevilla      | Espagne   | Rock Racing                                 | à  | 7 min 45 s       |
| 9.  | Francisco Colorado | Colombie  | GW Shimano - EPM                            | à  | 8 min 27 s       |
| 10. | Noel Vásquez       | Venezuela | Gobernación del Zulia - Alcaldía de Cabimas | à  | 9 min 6 s        |

## Bilan sportif
Sur le plan collectif, les équipes Lotería de Boyacá, Lotería del Táchira et Rock Racing, avec trois victoires d'étape chacune ont été les plus prolifiques. Elles sont suivies par deux équipes à deux victoires Colombia es Pasión - Coldeportes - Alpina et Boyacá es Para Vivirla - Lecheboy. Enfin avec un bouquet chacune, les formations UNE et Blanco del Valle - Frutidelicias ferment la marche des équipes ayant remporté une étape au moins.
Sur le plan individuel, Artur García (Lotería del Táchira) et Hernán Buenahora (Lotería de Boyacá) sont les seuls concurrents à avoir réussi à s'octroyer deux succès d'étape.
En sus, García remporte le classement annexe des étapes volantes avec 58 points. Il devance Juan Alejandro García avec 43 unités et Jefferson Vargas, 39. Au trophée des grimpeurs, Fabio Montenegro (Blanco del Valle - Frutidelicias) obtient le titre avec 99 points, son plus proche poursuivant est Juan Pablo Wilches (de) à 6 unités, tandis que Diego Calderón n'en a accumulé que 64.
L'Espagnol, et vainqueur d'une étape à Manizales, Óscar Sevilla (Rock Racing), termine premier au classement de la régularité, en engrangeant 131 points.